# منونایت
مِنونی یا منونیت ها (انگلیسی: Mennonite) گروهی از مسیحیانی هستند که از کلیسای فرقه آناباپتیست پیروی می‌کنند. رهبری این دسته از آناباپتیستها را که بعدها منونایت نامیده شدند، منو سیمونز هلندی به عهده داشت.
آنها معتقد بودند که مارتین لوتر و اولریش تسوینگلی به اندازه کافی به اندیشه‌های اصلاحگرانه خود پایبند نیستند و در عملی کردن اندیشه‌های اصلاحی خود فاقد ابتکار و سرعت عمل هستند.